# Mary Mouse-böckerna
Mary Mouse är en fiktiv figur i böcker av Enid Blyton. Blytons första bok om Mary Mouse skrevs 1942. Mary Mouse blev förvisad från sitt mushål och blir hembiträde i dockskåpet, anställd av Sailor Doll. 
Böckerna publicerades ursprungligen i ett ovanligt format, 15 cm × 7 cm  i häften. På grund av brist på tryckpapper, gjordes de första upplagorna billigt med enkla färgillustrationer. Böckerna blev populära främst bland flickor. Originalböckerna gavs ut av Brockhampton Press i Leicester till ett pris av en shilling. Förstaupplagorna har stort samlarvärde. Få böcker finns kvar i bra skick. Böckerna var populära under Blytons levnadstid och såldes i en miljon exemplar i Storbritannien. Böckerna illustrerades av Olive F. Openshaw till och med bok 15 och sedan av Frederick White till och med bok 21, De sista två böckerna illustrerades av R. Paul-Hoye. Böckerna är inte översatta till svenska.

## Böcker i bokserien
1. Mary Mouse and the Dolls' House (1942)
2. More Adventures of Mary Mouse (1943)
3. Little Mary Mouse Again (1944)
4. Hello, Little Mary Mouse (1945)
5. Mary Mouse och hennes familj (1946)
6. Here Comes Mary Mouse Again (1947)
7. How Do You Do, Mary Mouse (1948)
8. We Do Love Mary Mouse (1950)
9. Welcome, Mary Mouse (1950)
10. Hurra for Mary Mouse (1951)
11. A Prize for Mary Mouse (1951)
12. Mary Mouse and Her Bicycle (1952)
13. Mary Mouse and the Noaks ark (1952)
14. Mary Mouse to the Rescue (1954)
15. Mary Mouse in Nursery Rhyme Land (1955)
16. A Day with Mary Mouse (1956)
17. Mary Mouse and the Garden Party (1957)
18. Mary Mouse Goes to the Fair (1958)
19. Mary Mouse Has a Wonderful Idea (1959)
20. Mary Mouse Goes to Sea (1960)
21. Mary Mouse Goes Out for the Day (1961)
22. Fun with Mary Mouse (1962)
23. Mary Mouse and the Little Donkey (1964)[1]